# Виноградов, Александр Михайлович
Александр Михайлович Виноградов (18 февраля 1938 года, Новороссийск, СССР — 20 сентября 2019 года, Лиццано ин Бельведере, Италия) — русский и итальянский математик, работавший в области дифференциального исчисления над коммутативными алгебрами, алгебраической теории линейных дифференциальных операторов, гомологической алгебры, дифференциальной геометрии и алгебраической топологии, механики и математической физики, геометрической теории нелинейных дифференциальный уравнений и вторичного дифференциального исчисления.

## Биография
А. М. Виноградов родился 18 февраля 1938 года в Новороссийске. Отец, Михаил Иванович Виноградов (1908—1995) — учёный-гидравлик, мать, Ильза Александровна Фирер (1912—1990) — врач-терапевт. Прадедом А. М. Виноградова был Антон Зиновьевич Смагин (1859—1932?), крестьянин-самоучка, сельский просветитель и депутат Государственной думы Российской империи II созыва.
В 1955 А. М. Виноградов поступил на мехмат МГУ, окончил его в 1960 и в 1964 защитил кандидатскую диссертацию по алгебраической топологии. В 1965 году начал работать на кафедре Высшей геометрии и топологии мехмата, где работал до своего отъезда в Италию в 1990. Докторскую диссертацию защитил в 1984 в Институте математики Сибирского отделения АН СССР в Новосибирске. С 1993 по 2010 — профессор университета в г. Салерно (Италия).

## Научные интересы
Свои первые работы А. М. Виноградов опубликовал ещё будучи студентом второго курса мехмата. Они относились к теории чисел и были выполнены совместно с Б. Н. Делоне и Д. Б. Фуксом. На старших курсах стал заниматься алгебраической топологией.
Одной из первых его работ по этой тематике была статья [1], посвященная спектральной последовательности Адамса — вершине алгебраической топологии
того времени и получившая благожелательный отзыв самого Дж. Ф. Адамса. Кандидатская диссертация А. М. Виноградова, выполненная под формальным руководством
В. Г. Болтянского, посвящена гомотопическим свойствам пространства вложений окружности в сферу или шар.
В конце 1960-х годов под влиянием идей Софуса Ли он начал систематическое исследование оснований геометрической теории дифференциальных уравнений в частных
производных. После знакомства с работами Д. Спенсера, Г. Гольдсмидта и Д. Квиллена А. М. Виноградов занялся изучением алгебраических, в частности, когомологических аспектов этой теории. Опубликованная в 1972 году короткая заметка в Докладах АН СССР (публикация длинных текстов в это время была совсем не простой). «Алгебра логики теории линейных дифференциальных операторов» [2] содержала построение, как он сам это назвал, основных функторов дифференциального исчисления над произвольными коммутативными алгебрами.
Общая теория нелинейных дифференциальных уравнений, основанная на подходе к ним как к геометрическим объектам, вместе с примерами и приложениями
подробно изложена в монографиях [3], [4] и [27], а также в статьях [6], [7]. Этот подход А. М. Виноградова объединяет бесконечно
продолженные уравнения в категорию [8], объекты которой назывются диффеотопами (англ. diffiety
— differential variety), а аппарат их изучения — вторичным дифференциальным исчислением (по аналогии с вторичным квантованием, англ. secondary calculus).
Одно из центральных мест в этой теории занимает {\displaystyle {\cal {C}}}-спектральная последовательность (спектральная последовательность Виноградова), анонсированная в [9] и позднее подробно описана в [10]. Первый член этой спектральной последовательности дает единый когомологический подход ко многим ранее разрозненным понятиям и утверждениям, включая лагранжев формализм со связями, законы сохранения, косимметрии, теорему Нётер и критерий Гельмгольца в обратной задаче вариационного исчисления (для произвольных нелинейных дифференциальных операторов), позволяя пойти значительно дальше этих классических утверждений. Частным случаем {\displaystyle {\cal {C}}}-спектральной последовательности (для «пустого» уравнения, то есть пространства бесконечных джетов) является так называемый вариационный бикомплекс. В рамках этого подхода в статье [11] Виноградов ввел конструкцию новой скобки на градуированной алгебре линейных преобразований коцепного комплекса. Скобка Виноградова, названная им {\displaystyle L}-коммутатором, кососимметрична и удовлетворяет тождеству Якоби с точностью до кограницы. Эта конструкция Виноградова предвосхитила общее понятие производной скобки на дифференциальной алгебре Лодэ (или алгебре Лейбница), введённой И. Косманн-Шварцбах в работе [12]. В его совместной работе с А. Кабрас [13] результаты [11] были применены к пуассоновой геометрии.
Вместе с соавторами Виноградов занимался анализом и сравнением различных обобщений (супер) алгебр Ли, включая сильно-гомотопические
алгебры Ли (или {\displaystyle L_{\infty }}-алгебры) Лады и Сташефа и алгебры Филиппова (см. [14] — [16]). Структурному анализу алгебр Ли посвящены
статьи [19], [20], в которых развивается теория совместности структур алгебр Ли и показывается, что любая конечномерная алгебра Ли над алгебраически замкнутым полем или над {\displaystyle \mathbb {R} } может быть за несколько шагов собрана из двух простейших, называемых дионом и традоном.
Научные интересы Александра Михайловича в высшей степени были мотивированы сложными и важными проблемами современной физики — от структуры гамильтоновой механики [21], [22] и динамики звуковых пучков [17] до уравнений магнитогидродинамики (так называемых уравнений Кадомцева-Погуце, используемых в теории устойчивости высокотемпературной плазмы в токамаках) [18] и математических вопросов общей теории относительности [23] — [25]. Математическому осмыслению фундаментального физического понятия наблюдаемой
уделено много внимания в книге [5], написанной А. М. Виноградовым в соавторстве с участниками его семинара и вышедшей под псевдонимом Джет Неструев.
Печатное наследие А. М. Виноградова составляют десять монографий и более сотни статей. Полный список см. на сайте Геометрия дифференциальных уравнений.

## Педагогическая и организационная деятельность

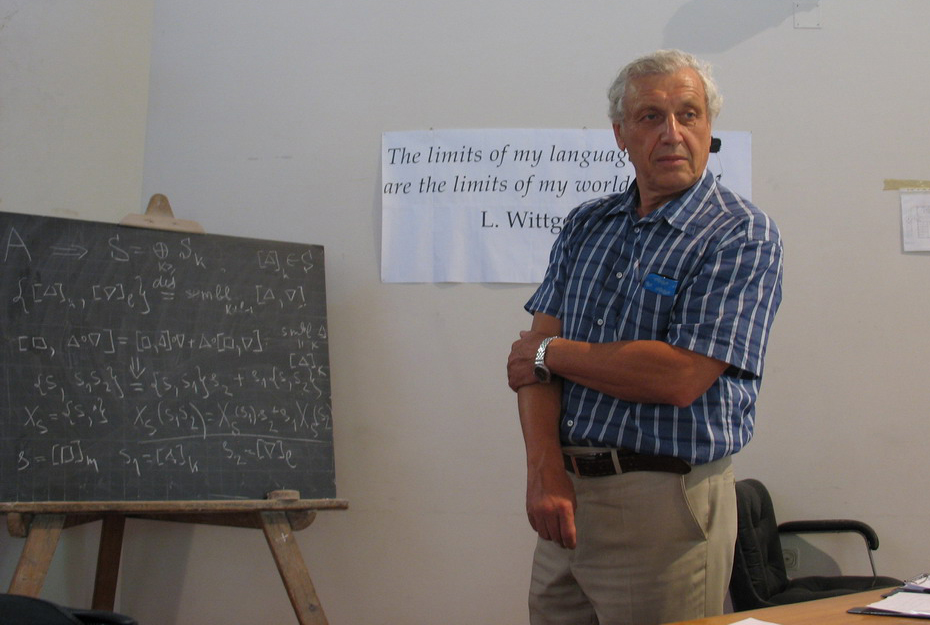
А. М. Виноградов во время лекции.

А. М. Виноградов воспитал плеяду учеников (в России, Италии, Швейцарии, Польше), 19 из них защитили кандидатские диссертации, 6 стали докторами наук и один — членом-корреспондентом РАН.
В 1968—1990 годах он вёл общемосковский научно-исследовательский семинар на мехмате МГУ, состоявший из двух частей, математической и физической, ставший заметным явлением московской математической жизни. По его инициативе и под его руководством в Италии, России и Польше проходили международные Диффеотопические школы (Diffiety Schools) для студентов. В 1978 г. он был одним из организаторов и первых лекторов так называемого Народного университета, где велись занятия для ребят, которых не приняли на мехмат из-за их еврейского происхождения.
Александр Михайлович был инициатором и организатором представительной московской конференции «Вторичное дифференциальное исчисление и когомологическая физика» (Secondary Calculus and Cohomological Physics, 1997), труды которой были опубликованы в [26] и серии камерных конференций «Современная геометрия» (Current Geometry), проводившихся в Италии с 2000 по 2010 г. Он был одним из инициаторов и активным участником создания Международного института математической физики им. Э. Шрёдингера в Вене (ESI), а также журнала Differential Geometry and its Applications. В 1985 г. А. М. Виноградов создал лабораторию в Институте программных систем в Переславле-Залесском, в которой исследовались различные аспекты геометрии дифференциальных уравнений, и несколько лет был её научным руководителем.

## Список литературы
1. А. М. Виноградов (1960), О  спектральной  последовательности  Адамса, Докл. АН СССР, 133:5: 999–1002; англ. пер.: A. M. Vinogradov (1960), On  Adams' spectral sequence., Soviet Math. Dokl.: vol. 1, p. 910–913.
2. А. М.  Виноградов (1972), Алгебра логики линейных дифференциальных операторов, Докл. АН СССР, 205:5: 1025–1028; англ. пер.: A. M. Vinogradov (1972), The logic algebra for the theory of linear differential operators, Soviet Math. Dokl.: vol. 13, p. 1058–1062.
3. А. М. Виноградов, И. С. Красильщик, В. В. Лычагин (1986), Введение в геометрию нелинейных дифференциальных уравнений, М.: Наука, 335 стр.{{citation}}:  Википедия:Обслуживание CS1 (множественные имена: authors list) (ссылка); англ. пер.: I. S. Krasil’shchik, V. V. Lychagin, A. M. Vinogradov (1986), Introduction to the geometry of nonlinear differential equations, Adv. Stud. Contemp. Math., vol. 1, New York: Gordon  and Breach science publishers, 441 pp., ISBN 2-88124-051-8{{citation}}:  Википедия:Обслуживание CS1 (множественные имена: authors list) (ссылка).
4. А. М. Виноградов, И. С. Красильщик (ред.) (2005), Симметрии и законы сохранения уравнений математической физики, 2-е изд., испр., М.: Факториал Пресс, 380 стр., ISBN 5-88688-074-7; англ. пер. 1-го изд.: I. S. Krasil’shchik,  A. M. Vinogradov, ed. (1999), Symmetries and conservation laws for differential equations of mathematical physics, Providence, RI: Transl. Math. Monogr., 182, Amer. Math. Soc., ISBN 0-8218-0958-X.
5. Дж. Неструев (2000), Гладкие многообразия и наблюдаемые (PDF), М.: МЦНМО, p. 300, ISBN 5-900916-57-X; англ. пер.: J. Nestruev (2003), Smooth manifolds and observables, Grad. Texts in Math., vol. 220, New York: Springer-Verlag, xiv+222 pp., doi:10.1007/b98871, ISBN 0-387-95543-7.
Второе англ. издание, исправленное и расширенное: J. Nestruev (2020), Smooth manifolds and observables, Grad. Texts in Math., vol. 220, New York: Springer-Verlag, pp. XVIII+433, ISBN 978-3-030-45649-8, doi:https://doi.org/10.1007/978-3-030-45650-4.
6. A. M. Vinogradov (1984), Local symmetries and conservation laws, Acta Appl. Math.: vol. 2:1, p. 21–78.
Русский перевод: Локальные симметрии и законы сохранения, А. М. Виноградов, Избранные труды, том 1, Москва: Издательство МЦНМО, стр. 9-86, 2021.
7. А. М. Виноградов (1980), Геометрия нелинейных дифференциальных уравнений (PDF), Итоги науки и техн., М.: ВИНИТИ: Сер. Пробл. геом., Т. 11, 89–134; англ. пер.: A. M. Vinogradov (1981), The geometry of nonlinear differential equations, J. Soviet Math.: vol. 17:1, p. 1624–1649, doi:10.1007/BF01084594.
8. А. М. Виноградов (1982), Категория нелинейных дифференциальных уравнений, Уравнения на многообразиях. Новое в глобальном анализе, Изд-во Воронеж. гос. ун-та: 1982; англ. пер.: A. M. Vinogradov (1984), Category of nonlinear differential equations, Global analysis – studies and applications I (Lecture Notes in Math.), Providence, RI: Amer. Math. Soc.: vol. 1108, p. 77–102, doi:10.1007/BFb0099553.
9. А.. М.. Виноградов (1978), Одна спектральная последовательность, связанная с нелинейным дифференциальным уравнением и алгебро-геометрические основания лагранжевой теории поля со связями, Докл. АН СССР, 238:5: 1028–1031; англ. пер.: A. M. Vinogradov (1978), A spectral sequence associated with a nonlinear differential equation, and algebro-geometric foundations of Lagrangian field theory with constraints, Soviet Math. Dokl.: vol. 19, p. 144–148.
10. A. M. Vinogradov (1984), The {\displaystyle {\cal {C}}}-spectral sequence, Lagrangian formalism, and conservation laws. I. The linear theory, J. Math. Anal. Appl., 100:1: 1–40, doi:10.1016/0022-247X(84)90071-4;
 A. M. Vinogradov (1984), The {\displaystyle {\cal {C}}}-spectral sequence, Lagrangian formalism, and conservation laws.II. The nonlinear theory, J. Math. Anal. Appl.: vol. 100:1, p. 41–129, doi:10.1016/0022-247X(84)90072-6.
11. A. M. Vinogradov (1990), Объединение скобок Схоутена и Нийенхейса, когомологии и супердифференциальные операторы, Матем. заметки, 47:6: 138–140.
12. Y. Kosmann-Schwarzbach (1996), From Poisson algebras to Gerstenhaber algebras (PDF), Ann. Inst. Fourier (Grenoble): vol. 46:5, p. 1243–1274, doi:10.5802/aif.1547, ISSN 0373-0956.
13. A. Cabras, A. M. Vinogradov (1992), Extensions of the Poisson bracket to differential forms and multi-vector fields, J. Geom. Phys.: vol. 9:1, p. 75–100, doi:10.1007/BFb0099553.
14. G. Marmo, G. Vilasi, A. M. Vinogradov (1998), The local structure of n-Poisson and n-Jacobi manifolds, J. Geom. Phys.: vol. 25:1-2, doi:10.1016/S0393-0440(97)00057-0{{citation}}:  Википедия:Обслуживание CS1 (множественные имена: authors list) (ссылка), arXiv: physics/9709046.
15. P. W. Michor, A. M. Vinogradov (1996), n-ary Lie and associative algebras, Rend. Sem. Mat. Univ. Politec, Geometrical structures for physical theories. II (Vietri, 1996), Torino: vol. 54:4, 373–392, arXiv: math/9801087.
16. A. M. Vinogradov, M. M. Vinogradov (2002), Graded multiple analogs of Lie algebras, Acta Appl. Math.: vol. 72:1-2, p. 183–197, doi:10.1023/A:101528100417110.1023/A:1015281004171, DIPS-08/01.
17. А. М. Виноградов, Е. М. Воробьев (1976), Применение симметрии для нахождения точных решений уравнения Заболотской–Хохлова (PDF), Акустич. журн., 22:1: 23–27.
18. V. N. Gusyatnikova, A. V. Samokhin, V. S. Titov, A. M. Vinogradov, V. A. Yumaguzhin (1989), Symmetries and conservation laws of Kadomtsev–Pogutse equations (their computation and first applications), Acta Appl. Math.: vol. 15:1-2, p. 23–64, doi:10.1007/BF00131929{{citation}}:  Википедия:Обслуживание CS1 (множественные имена: authors list) (ссылка).
19. A. M. Vinogradov (2017), Particle-like structure of Lie algebras, J. Math. Phys.: vol. 58:7 071703, doi:10.1063/1.4991657, arXiv:1707.05717.
20. A. M. Vinogradov (2018), Particle-like structure of coaxial Lie algebras, J. Math. Phys.: vol. 59:1 011703, doi:10.1063/1.4991657. 
Русский перевод этой и предыдущей статей: Атомарная структура алгебр Ли, А. М. Виноградов, Избранные труды, том 1, Москва: Издательство МЦНМО, стр. 133-288, 2021.
21. А. М. Виноградов, И. С. Красильщик (1975), Что такое гамильтонов формализм?, УМН, 30:1(181): 173–198.
22. А. М. Виноградов, Б. А. Купершмидт (1977), Структура гамильтоновой механики, УМН, 32:4(196): 175–236.
23. Sparano, G.; G. Vilasi, A.M. Vinogradov (2002), Vacuum Einstein metrics with bidimensional Killing leaves. I. Local aspects, Differential Geometry and Its Applications, 16: 95–120, doi:10.1016/S0926-2245(01)00062-6, arXiv: gr-qc/0301020.
24. Sparano, G.; G. Vilasi, A.M. Vinogradov (2002), Vacuum Einstein metrics with bidimensional Killing leaves. II. Global aspects, Differential Geometry and Its Applications, 17: 15–35, doi:10.1016/S0926-2245(02)00078-5, arXiv: gr-qc/0301021.
25. Sparano, G.; G. Vilasi, A.M. Vinogradov (2001), Gravitational fields with a non-Abelian, bidimensional Lie algebra of symmetries, Physics Letters B, 513 (1–2): 142–146, doi:10.1016/S0370-2693(01)00722-5, arXiv: gr-qc/0102112.
26. M. Henneaux, I. S. Krasil'shchik, A. M. Vinogradov, ed. (1998), Secondary calculus and cohomological physics (Moscow, 1997), Contemp. Math., Providence, RI: Amer. Math. Soc., vol. 219,  xiv+287 pp{{citation}}:  Википедия:Обслуживание CS1 (множественные имена: editors list) (ссылка), The Diffety Inst. Preprint Series, DIPS 1/96 -DIPS 8/96.
27. А. М. Виноградов (2021), Когомологический анализ уравнений с частными производными и вторичное исчисление, Москва: Издательство МЦНМО,   365 стр; пер. с англ.: A. M. Vinogradov (2001), Cohomological analysis of partial differential equations and secondary calculus, Translations of Mathematical monographs, Providence, RI: AMS: vol. 204, 247 pp., ISBN 0-8218-2922-X.